# 阿波の藍染しじら館
阿波の藍染しじら館（あわのあいぞめしじらかん）は、徳島県徳島市国府町府中にある藍染めとしじら織に関する施設。有限会社「国府工業」が管理・運営を行っている。こくふ街角博物館に指定されている。
海部ハナが編み出した「阿波しじら織」の工場見学ができる。

## 基礎データ

### 開館時間
- 9:00～17:00（12:00～13:00は昼休み）
- 休館日：土曜日・日曜日・祝日

## アクセス
- 徳島自動車道「藍住インターチェンジ」より徳島県道・香川県道1号徳島引田線、国道192号経由、徳島方面へ約15分。
- JR府中駅より徒歩約15分。